# Александър Запорожец
Александър Владимирович Запорожец (на руски: Алекса́ндр Влади́мирович Запоро́жец) е украински и съветски психолог, действителен член на АПН СССР (1968), доктор на педагогическите науки (1959), професор (1960).
Бил е студент на Алексей Леонтиев и Лев Виготски. Изучава психологическите механизми на волевите движения, възприятия и действия, както и развитието на мисленето на децата. Сред главните представители на Харковската психологическа школа.

## Основни трудове
- Запорожец, А. В. и Луков, Г. Д. Развитие рассуждений у ребёнка младшего школьного возраста // Научные записки Харьковского гос. пед. института (Про розвиток міркування у дитини молодшого віку // Наукові Записки Харк. Держ. Педаг. Инст.), т. VI, 1941.
- Леонтьев А. Н., Запорожец А. В. Восстановление движений. Исследование восстановления функций руки после ранения. М., 1945.
- Запорожец А. В. Развитие произвольных движений. М., 1960
- Эльконин Д. Б., Запорожец А. В., Гальперин П. Я. Проблемы формирования знаний и умений у школьников и новые методы обучения в школе // Вопросы психологии. – 1963. – № 5
- Запорожец, А. В. Избранные психологические труды: В 2-х т. М., 1986